# Complexe industriel de la mine de charbon de Zollverein
 (septembre 2016).
Si vous disposez d'ouvrages ou d'articles de référence ou si vous connaissez des sites web de qualité traitant du thème abordé ici, merci de compléter l'article en donnant les références utiles à sa vérifiabilité et en les liant à la section « Notes et références ».
Le complexe industriel de la mine de charbon de Zollverein est un site industriel situé dans la ville de Essen, dans l'aire urbaine de la Ruhr, en Rhénanie-du-Nord-Westphalie en Allemagne. Le site a été inscrit au patrimoine mondial de l'UNESCO le 14 décembre 2001.
La première mine de charbon a été fondée en 1847 et les premières activités minières ont commencé en 1851. Elles ont duré jusqu'au 23 décembre 1986. Pendant des décennies jusque dans les années cinquante, les deux parties du site, la mine de charbon de Zollverein et la cokerie de Zollverein (érigée entre 1957 et 1961 et fermée le 30 juin 1993), ont compté parmi les plus vastes de leur genre en Europe. Le puits 12, érigé dans le style Bauhaus, mais dans une optique philosophique et idéologique exactement inverse, a été ouvert en 1932 et est considéré comme une œuvre technique et architecturale qui lui a valu la réputation de « la plus belle mine de charbon du monde ».

## Histoire

### 1847-1890
La mine de charbon de Zollverein a été fondée par l'industriel Franz Haniel (1779-1868), afin d'alimenter en coke la production d'acier. Des forages tests réalisés dans la région de Katernberg (aujourd'hui située dans la banlieue d'Essen) ont révélé la présence d'une riche couche de charbon, qui a pris par la suite le nom de l'Union douanière allemande (Zollverein) fondée en 1834.
En 1847, Haniel crée la Bergrechtliche Gewerkschaft Zollverein (une société prussienne ayant pour but l’exploitation des ressources naturelles) et distribue les actions de l’entreprise aux membres de sa famille et au propriétaire du terrain de la future Zollverein. Le forage du puits de mine 1 commence le 18 février 1847, et la première couche de charbon est trouvée 130 mètres sous la surface. Les premières activités minières commencent en 1851. Le puits 2 (foré en même temps que le puits 1) ouvre en 1852. Ces deux puits se caractérisent par deux tours de pierre quasiment identiques et partagent la même salle des machines. Ces caractéristiques se retrouveront d’ailleurs dans un bon nombre de puits jumeaux construits ultérieurement. À partir de 1857, des meules de charbon sont utilisées pour produire le coke. En 1866, les meules sont remplacées par une cokerie moderne et des fours. En 1880, le forage du puits 3 commence à Schonnebeck. Le puits, dont la structure et le chevalement sont en acier, ouvre en 1883. En 1890, les trois puits ont déjà permis d’extraire 1 million de tonnes de charbon exploitable, ce qui fait de Zollverein la première mine d’Allemagne.

### 1890-1918
En raison de l’essor des industries du charbon, du fer et de l’acier dans la Ruhr à la fin du 19e et au début du 20e siècle, la mine a connu une vaste expansion. Entre 1891 et 1896, les puits jumeaux 4 et 5 sont construits à la bordure d’Heßler (qui se situe aujourd’hui dans la conurbation de Gelsenkirchen). Ces deux puits sont équipés d’une nouvelle cokerie et de tours d’extraction qui servent à la fois au transport du charbon et des Kumpels (les mineurs), et à la ventilation. Le puits 6 est ouvert en 1897.
Pendant de nombreuses années, la ventilation de Zollverein reste problématique et cause de nombreux coups de grisou. Pour y remédier, trois nouveaux puits dédiés à la ventilation sont forés: le puits 7 qui est construit près du puits 3 en 1899, le puits 8 auprès des puits 1 et 2 (1900), et le puits 9 auprès du 6 (1905).
Les années qui suivent voient de constantes rénovations et extensions. Les vieux puits 1 et 2 ainsi que la cokerie sont remis à neuf, et l’une des deux tours de pierre est détruite pour laisser place à une structure d’acier moderne. En 1914, le puits 10 ainsi qu’une nouvelle cokerie sont ouverts, ainsi que le puits 9 qui jusque-là n’avait servi qu’à l'aérage.

### 1918-1932
En 1920, la famille Haniel, qui avait eu jusque-là la propriété entière de Zollverein, commence à coopérer avec Phönix AG, une société minière qui prend un rôle grandissant dans la gestion du site. Sous la direction de Phönix, plusieurs puits sont modernisés et un 11e puits est ouvert en 1927. Après la fusion de Phönix avec Vereinigte Stahlwerke en 1926, Zollverein passe sous la direction de Gelsenkirchener Bergwerks-AG (GBAG) qui entreprend de fermer les cokeries vieillissantes.

### Le puits 12
En 1928, la GBAG vote la construction d’un tout nouveau puits conçu comme une installation minière centralisée. Quand le puits 12 ouvre en 1932, l’extraction journalière de charbon de Zollverein monte à 12 000 tonnes. Le puits Schacht Albert Vögler, nommé en l’honneur du directeur général de la GBAG, a été conçu par les architectes Fritz Schupp et Martin Kremmer et a rapidement gagné en notoriété en raison de son architecture Bauhaus simple et fonctionnelle et de ses bâtiments cubiques en béton armé.
Le chevalement Doppelbock caractéristique du puits est devenu par la suite l’archétype des installations minières centralisées ultérieure, ainsi que le symbole de l’industrie lourde allemande.

### 1932-1968
Zollverein survit à la Seconde Guerre mondiale avec relativement peu de dommages et reste la première mine d’Allemagne. En 1958, un tout nouveau bâtiment remplace le puits 1 et la reconstruction totale des installations des puits 2, 8 et 11 est programmée par Fritz Schupp entre 1960 et 1964. Cependant, ces rénovations prennent fin en 1967 et les onze premiers puits sont fermés, le puits 12 restant seul en activité.
À partir de 1961, le puits 12 fournit donc la plus grosse partie du charbon qui est transformé dans les 192 fours de la nouvelle cokerie centrale, elle aussi conçue par Fritz Schupp. Après son expansion au début des années 1970, Zollverein se place parmi les cokeries les plus productives du monde, avec un millier de travailleurs et près de 8 600 tonnes de coke produites chaque jour. À cette production s’ajoute d’autres produits tels que l’ammoniac, le benzène et les sables bitumineux. En 1968, Zollverein passe sous la direction de Ruhrkohle AG (RAG), la plus importante entreprise minière d’Allemagne.

### 1968-1993
RAG poursuit la mécanisation et la consolidation des activités minières. En 1974, Zollverein s’assemble en un groupe minier avec la mine Bonifacius et la mine Hollande respectivement situées à Kray et à Wattenscheid. La couche charbonnière Flöz Sonnenschein dans le nord du territoire de Zollverein a été le dernier lieu d’activité minière. Avec ses 3,2 millions de tonnes de charbon extrait par an, le groupe minier n’est pas suffisamment rentable et la fermeture totale du site de Zollverein est votée en 1983. Ainsi est fermé le dernier site minier d’Essen. Tandis que les cokeries demeurent en fonction jusqu’au 30 juin 1993, les activités minières du puits 12 prennent fin le 23 décembre 1986. Bien qu’étant l’élément central du site considéré comme héritage culturel par la région de Rhénanie-du-Nord-Westphalie (abrégé en NRW en allemand), le puits 12 reste inaccessible aux visiteurs car il continue d’être utilisé pour le drainage de l’eau de la région du centre de la Ruhr, tout comme le puits 2.

### Accession au Patrimoine Mondial de l'UNESCO

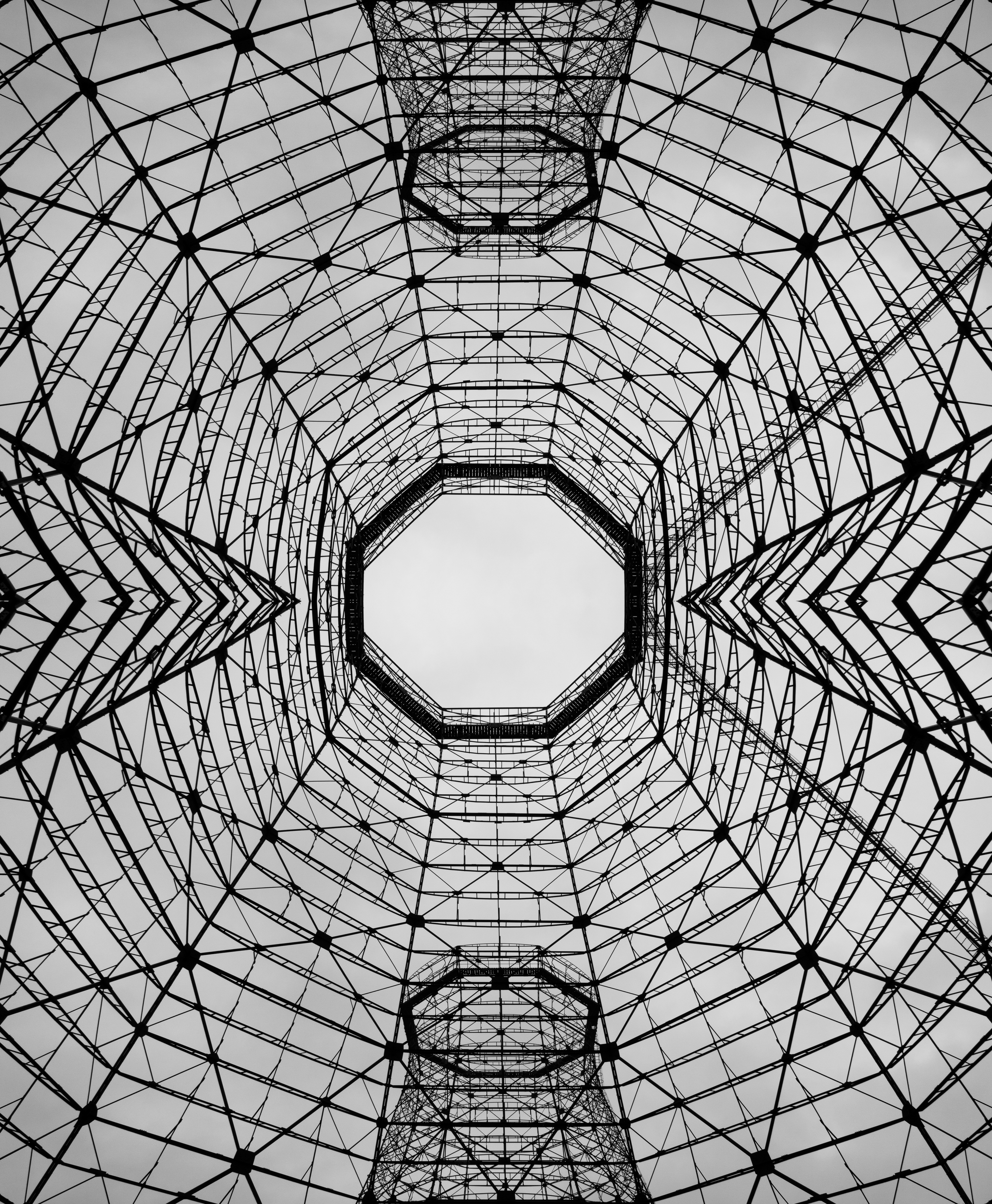
Tour de cuisson dans le complexe industriel de la mine de charbon de Zollverein. Photo mai 2019.

De même que la plupart des sites de l’industrie lourde après leur fermeture, Zollverein est vouée à devenir une friche industrielle. Cependant, la région de Rhénanie-du-Nord-Westphalie achète la zone de la mine de charbon à RAG immédiatement après sa fermeture en 1986, et en fait un site d’héritage culturel, ce qui implique de conserver le site dans son état originel et de minimiser les effets de l’érosion. En 1989, la ville d’Essen et la NRW fonde la Bauhütte Zollverein Schacht XII qui est chargée de gérer le site et qui a été ensuite remplacée par la Stiftung Zollverein (Fondation Zollverein) en 1998.
Après sa fermeture en 1993, la cokerie doit être vendue à la Chine mais les négociations échouent et le site manque d’être démoli. Cependant, un autre projet de la NRW fait du site de la mine un lieu d’exposition après quelques modifications mineures, tandis que la cokerie devient un site d’héritage culturel en 2000. Lors de sa 25e session, tenue en 2001, l’UNESCO promeut les sites des puits 12, 1 et 2 ainsi que la cokerie au statut de Patrimoine Mondial de l’UNESCO.

## Musées
Le site héberge deux musées : le Red Dot Design Museum (art contemporain) aménagé dans une ancienne chaufferie, et le Musée de la Ruhr (histoire de la région) aménagé dans une usine de lavage du charbon.

## Liens Externes
- Complexe industriel de la mine de charbon de Zollverein à Essen : Siteweb Officiel de l'UNESCO